# Ernie Gray
Arthur Ernest Gray (10 tháng 3 năm 1894 – 1973) là một cầu thủ bóng đá người Anh thi đấu ở vị trí tiền vệ chạy cánh.